# 佛兰德潜艇区舰队
佛兰德潜艇区舰队（德語：U-Flottille Flandern）是第一次世界大战期间，为在大不列颠岛及爱尔兰岛周边的北海水域对协约国航运发动U艇战，而于1915年成立的一支德意志帝国海军潜艇或称U艇部队，基地设在比利时的佛兰德。它最初为区舰队编制，至战争后期被一分为二。在建制的三年间，先后有93艘潜艇投入佛兰德区舰队服役，合共击沉了大约2554艘船舶，容积总吨逾450万吨，占战争期间德国潜艇击沉总吨位的30%。他们自己则损失了80艘潜艇和1782名官兵。1918年底，随着德军从西线撤退，佛兰德基地被废弃。区舰队的幸存潜艇在战后均移交协约国处置，并至哈维奇投降。

## 历史

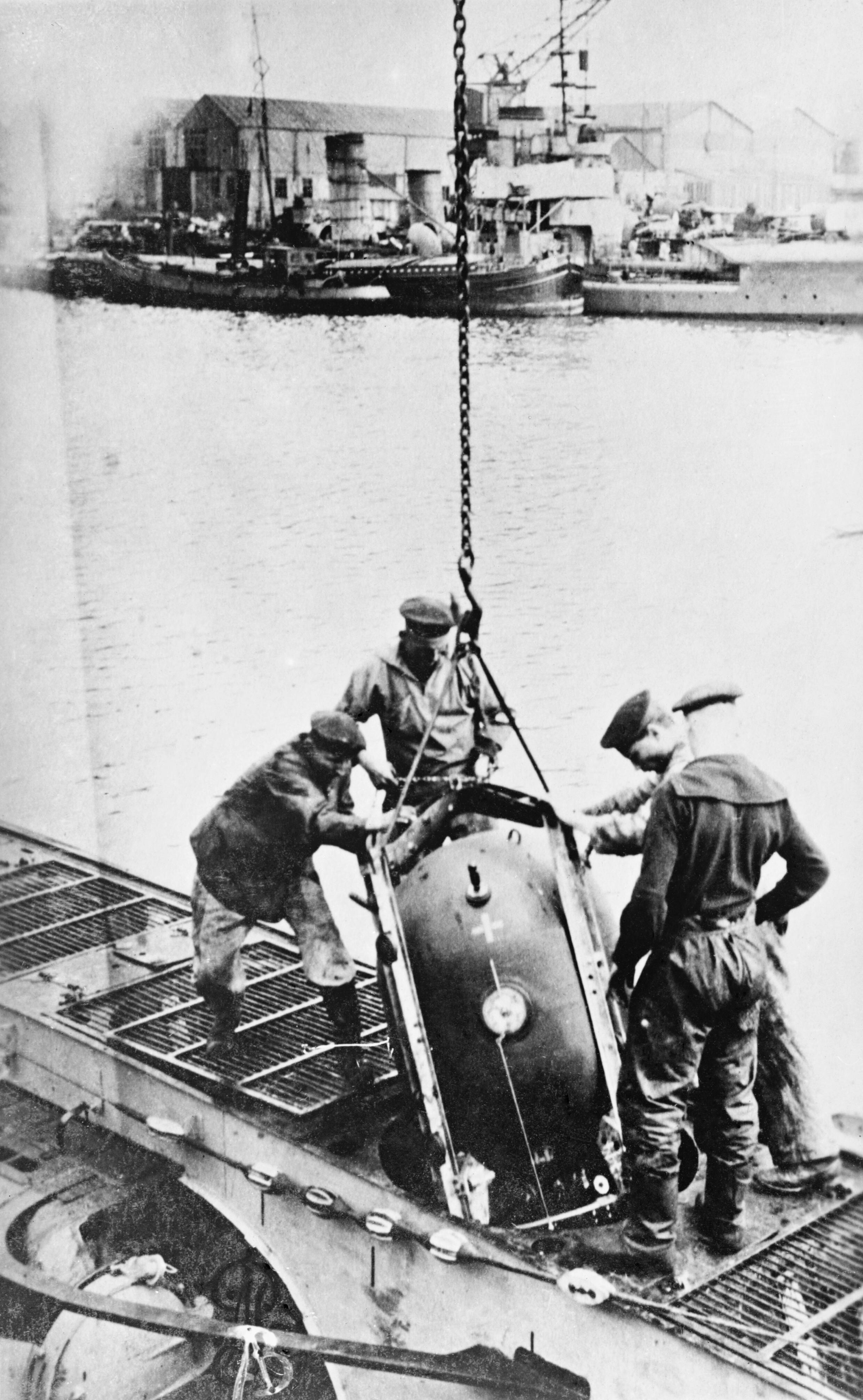
一艘UC级潜艇在泽布吕赫装载水雷

第一次世界大战爆发后不久，自德意志帝国陆军沿北海海岸快速推进并占领比利时以来，德国人一直把佛兰德地区沿岸作为潜艇出击和返航的中转站，尤其是通过英吉利海峡的潜艇几乎都要在这里落脚。随着U艇战的展开，当局意识到应当将比利时的北海沿岸港口改造为潜艇基地，并成立一支新的潜艇区舰队，以便对英吉利海峡和西部航道海域展开作战行动。备选的地点包括新占领的城市布鲁日、泽布吕赫、奥斯坦德、安特卫普和根特。所需港口应具备现代化的基础设施，包括船厂、泊位，车间和码头，并能够免受破坏。自1914年12月开始，佛兰德的岸防开始加固，区内的泽布吕赫和奥斯坦德也被开发为小型部队的避难港。新区舰队将隶属于海军上将路德维希·冯·施罗德管辖，后者是新成立的海军佛兰德兵团的总司令。
1915年3月29日，佛兰德潜艇区舰队在布鲁日正式成立。区舰队队长为海军上尉卡尔·巴尔滕巴赫，他自1915年9月起晋升至海军少校。与黑尔戈兰基地、威廉港和基尔港主要部署排水量（水面）500至600吨的中型潜艇不同，为适应佛兰德周边狭窄的浅海，佛兰德区舰队装备的大多是排水量100至200吨的UB和UC级近岸潜艇，其中UB级为鱼雷潜艇，UC级为布雷潜艇。两者的特点是结构简单、武备单薄，便于大量生产并可通过铁路运输。1915年，区舰队编制内共有16艘艇，它们分驻泽布吕赫、布鲁日和奥斯坦德三座港口，被称为“重要的海事三角区”。区舰队的作战区域则包括北海的弗兰伯勒角至泰尔斯海灵岛一线、爱尔兰海与大不列颠岛东岸，以及英吉利海峡的西部航道。在这些区域内，UC级潜艇会在在航道上布设水雷。在整个战役中，区舰队不断壮大，但战损同样居高不下，因为该部队在英国海岸周边的破交战中承担了相当大的份额。他们于1916年共损失12艘艇；1917年增加至29艘，包括9艘UB级和20艘UC级。
至1917年10月，常驻佛兰德的区舰队规模已扩大至38艘潜艇。为此，军方决定将其拆分成两支完整的区舰队，巴尔滕巴赫少校此时被任命为佛兰德U艇首长。由海军中尉汉斯·瓦尔特领导的佛兰德潜艇第一区舰队（U-Flottille Flandern I）在组建时有8艘UB级和12艘UC级潜艇，其后陆续有10艘UB级和5艘UC级在接下来的一年内沉没或失踪；在1918年的替编中，该部队的兵力为16艘UB级和9艘UC级潜艇。受海军中尉奥托·罗尔贝克指挥的佛兰德潜艇第二区舰队（U-Flottille Flandern II）则由12艘UB和12艘UC级潜艇组成，其中12艘UB级和4艘UC级陆续战损；但在1918年的替编后，其兵力为17艘UB级和7艘UC级潜艇。
1918年底，随着德军从西线撤退，相关人员转移回德国，佛兰德基地遭废弃。两支区舰队就地解散，所有适航潜艇都奉命于10月1日离开佛兰德前往德国；而无法独立航行的艇只均被销毁。在建制的三年间，先后有93艘潜艇投入佛兰德区舰队服役，合共击沉了大约2554艘协约国或中立国船舶，容积总吨逾450万吨，占战争期间德国潜艇击沉总吨位的30%。他们自己则损失了80艘潜艇和1782名官兵。原属区舰队的幸存潜艇在战后全数移交协约国处置，并至哈维奇投降。

## 脚注
1. 1 2  陈进，第39頁.
2. ↑  Ryheul.
3. ↑  Bradley，第268頁.
4. ↑  Tarrant，第29頁.
5. ↑  Tarrant，第34頁.
6. 1 2  Tarrant，第56頁.
7. 1 2  Karau，第170頁.
8. 1 2  Tarrant，第74頁.
9. ↑  Korpstagesbefehl Nr. 94/18 vom 16. Oktober 1918 (BArch RM 120/252)
10. ↑  Gibson & Prendergast，第324頁.
11. ↑  Hermann Jacobsen, Trutzig und treu. Kämpfe unserer Marine an Flanderns Küste im Weltkriege., Berlin: Behr´s Verlag （德文）
12. ↑  . Deutsches U-Boot-Museum.   [2020-02-20]. （原始内容存档于2021-03-04）.
13. ↑  Gröner 1991，第25-30頁.